# Arjen Visserman
Arjen Visserman (Uitwellingerga, 20 augustus 1965) is een Nederlandse voormalige atleet, die gespecialiseerd was op de 400 m. Hij werd negenmaal Nederlands kampioen, waarvan zeven keer op de 400 m (viermaal outdoor, driemaal indoor) en twee keer op de 200 m (indoor).

## Biografie

### Vroeg begonnen
Visserman startte reeds op tienjarige leeftijd met atletiek bij de atletiekvereniging Impala in Drachten en legde daarmee een brede basis voor zijn latere prestaties. In 1982 vertoonde hij zich bij de junioren voor de eerste maal aan de kop van de nationale ranglijst, op de 800 m welteverstaan, het nummer dat aanvankelijk zijn voorkeur genoot. Als zestienjarige behaalde hij dit jaar ook zijn eerste drie nationale jeugdtitels (400 en 800 m indoor en 800 m outdoor) en een knap persoonlijk record op de 800 m van 1.48,36. Hoe goed die tijd was zou nog blijken, want in de jaren erna slaagde Arjen Visserman er nooit meer in om die prestatie te verbeteren. Vandaar zijn latere besluit om zich voortaan te concentreren op de 400 m.

### Eerste internationale ervaringen
In 1983 hengelde Visserman op de 800 m bij de junioren opnieuw de indoor- en de outdoortitel naar zich toe. Maar bij de Europese jeugdkampioenschappen in Schwechat, zijn eerste grote internationale confrontatie, bleef hij in de 800 m-series op een tegenvallende zevende plaats steken. Het jaar erop werd hij op de 800 m alweer voor de derde maal gekroond tot dubbelkampioen bij de junioren, maar net als in 1982 voegde hij er de indoortitel op de 400 m aan toe. Een eerste poging dat jaar om tevens een rol van betekenis te spelen op de nationale seniorenkampioenschappen leidde tot een derde plaats op de 800 m, achter Rob Druppers en Han Kulker.
In 1985, zijn eerste seniorenjaar, had Arjen Visserman zijn overstap naar de 400 m definitief gemaakt en behaalde hij binnen zowel als buiten zijn eerste nationale titels. Ook was hij op deze afstand present op de Wereldspelen Indoor (voorloper van de wereldindoorkampioenschappen) in Parijs en de EK indoor in Athene. Maar ondanks een nationaal indoorrecord van 47,48 kon hij er geen potten breken.

### Nederlands record
Een jaar later prolongeerde Visserman zijn nationale titels van 1985 en sloeg hij bij de NK indoor zelfs een dubbelslag door ook de titel op de 200 m in de wacht te slepen. Op de daaropvolgende Europese indoorkampioenschappen in Madrid viel hij op de 400 m met een vierde plaats in 47,69 net buiten de prijzen.
Op de dag dat hij hoorde dat hij geslaagd was voor zijn eindexamen Atheneum, 27 juni 1986, liep Visserman tijdens de FBK Games in Hengelo naar een derde plaats op de 400 m in een tijd van 45,68, daarmee het Nederlandse record van Koen Gijsbers uit 1981 met 0,12 sec. verbeterend. Op 27 juli 2014 werd dit record door LieMarvin Bonevacia uit de boeken gerend met zijn tijd van 45,41 seconden op het NK atletiek.
Vanzelfsprekend maakt Arjen Visserman in augustus 1986 deel uit van de Nederlandse ploeg voor de Europese kampioenschappen in Stuttgart. Maar juist daar gaat het mis. De net 21-jarige Visserman is voortdurend moe, gevolg van een te lage testosteron-spiegel. 'Al jaren heb ik dat, sommige periodes gaat het heel goed, daarna komt een heel diep dal, meestal rond dezelfde tijd, in augustus.' Zo ook in Stuttgart, na zeg drie- van de vierhonderd meter die hij in een wedstrijd moet afleggen. Dan valt hij bijna stil, zakt zijn tijd naar 46,12 in de serie en 46,66 in de halve finale, een achtste plaats. 'Jammer, dat dit nou net tijdens een groot toernooi moet gebeuren.'

### Stressfracturen
Aan het begin van 1987 is echter alles weer als vanouds en slaat Arjen Visserman op de NK indoor zijn tweede dubbelslag door opnieuw de titels op de 200 en 400 m te veroveren. Vervolgens geeft hij zijn indoorseizoen nog veel meer inhoud. Allereerst finisht hij op de EK indoor in Liévin net als het jaar ervoor als vierde, ditmaal in 46,96, nadat hij eerder in de halve finale zijn nationale record al tot 46,80 had teruggebracht. Op de eerste officiële WK indoor ooit, enkele weken later in Indianapolis, wordt Visserman op de 400 m zesde in 47,11. In de series had hij echter 46,73 laten noteren en die tijd geldt tot op heden (peildatum sept. 2012) als nationaal indoorrecord. Kort daarna loopt hij de eerste van enkele stressfracturen op in een van zijn voeten en gaat het buitenseizoen voor hem verloren.

### Zwieper
In 1988 sloeg Visserman uit voorzorg het indoorseizoen over en richtte zich, gezien de Olympische Spelen, volledig op het buitenseizoen. Maar meer dan een derde nationale outdoortitel op de 400 m zat er dat jaar niet voor hem in. Een beste seizoentijd van 46,45 was van onvoldoende niveau voor deelname aan de Olympische Spelen, die dan ook aan zijn neus voorbijgingen.
Het jaar erop nam Visserman weer wél deel aan het indoorseizoen, zij het dat hij zich op de NK liet verrassen door Allan Ellsworth, die er op de 400 m met de titel vandoor ging. Op de daarop volgende EK indoor in Den Haag miste Visserman op de 400 m nipt de finale. Desondanks was hij met zijn derde plaats in de halve finale in 47,53 tevreden, vooral vanwege zijn indrukwekkende eindsprint, na een eerdere zwieper te hebben opgelopen die hem in een kansloze positie terugwierp. Maar ook omdat hij zich nauwelijks op de Europese titelstrijd had voorbereid. "Het is dat ik me moet waarmaken om in selectiegroep I van de Atletiekunie te blijven, anders had ik helemaal geen vierhonderd meter gelopen. Ik wil me van de zomer richten op de 800 meter, maar op die afstand kan ik nu nog niks bewijzen." Over de twee laatste jaren stelde hij: "Je kunt zeggen dat ik er twee jaar uit ben geweest, althans op middelmatig niveau heb gepresteerd. Ik heb me aan moeten passen aan mijn kwetsbare voeten. Ik train bijvoorbeeld nooit meer op spikes, om mijn voeten te sparen."

### Altijd wat
Bij de WK indoor in Boedapest was Visserman er op de 400 m echter weer bij en hoewel hij na een zwaar gevecht met de Jamaicaan Bert Cameron met een vierde plaats in de halve finale genoegen moest nemen, was de 23-jarige rechtenstudent uiteindelijk met zijn 46,94 toch wel tevreden. “Ik heb enkele internationale kanonnen achter me gelaten”, stelde hij na afloop vast. Dat het zijn laatste optreden op internationaal niveau was geweest, besefte de Fries toen nog niet.
Het buitenseizoen viel voor Visserman volledig in het water. "Eerst was ik overtraind, daarna kreeg ik last van mijn linkervoet die overbelast zou zijn geweest en ten slotte ben ik begin juli door mijn rechterenkel gegaan. En zo heb ik elk jaar wel wat", aldus de onfortuinlijke atleet in augustus 1989.
Het jaar 1990 was niet bepaald het meest spectaculaire in de loopbaan van Arjen Visserman. Eigenlijk gebeurde er, behalve zijn negende nationale titel bij de senioren, weinig opzienbarends. Zijn schommelende testosteronspiegel speelde hem te veel parten. Vaak moest hij zijn training aanpassen: "Ik loop tijdens de training, vergeleken met andere Nederlandse toppers, gewoon erg langzaam. Ik moet oppassen dat ik niet te snel opgebrand ben."
Het is er hoogstwaarschijnlijk de oorzaak van geweest, dat na 1990 op atletiekgebied niets meer van Arjen Visserman werd vernomen.
Arjen Visserman heeft een zoon, Bas, die ook voor de 400 en 800 m heeft gekozen. Visserman sr. hoopt, dat die in staat zal zijn om op termijn zijn record te verbeteren.

## Nederlandse kampioenschappen
Outdoor
| Onderdeel | Jaar                   |
| --------- | ---------------------- |
| 400 m     | 1985, 1986, 1988, 1990 |

Indoor
| Onderdeel | Jaar             |
| --------- | ---------------- |
| 200 m     | 1986, 1987       |
| 400 m     | 1985, 1986, 1987 |

## Persoonlijke records
Outdoor
| Onderdeel | Prestatie       | Datum        | Plaats  |
| --------- | --------------- | ------------ | ------- |
| 200 m     | 21,15 s         | 11 juli 1987 | Leiden  |
| 400 m     | 45,68 s (ex-NR) | 27 juni 1986 | Hengelo |
| 800 m     | 1.48,36         | 27 juli 1982 | Hengelo |

Indoor
| Onderdeel | Prestatie       | Datum           | Plaats       |
| --------- | --------------- | --------------- | ------------ |
| 200 m     | 21,79 s         | 8 februari 1987 | Den Haag     |
| 400 m     | 46,73 s (ex-NR) | 6 maart 1987    | Indianapolis |

## Palmares

### 200 m
- 1986:  NK indoor - 22,19 s
- 1987:  NK indoor - 21,79 s
- 1987:  NK - 21,20 s (+0,47 m/s)

### 400 m
- 1985:  NK indoor - 47,79 s
- 1985: 5e in ½ fin. WK indoor - 48,08 s
- 1985:  NK - 46,89 s
- 1986:  NK indoor - 48,16 s
- 1986:  NK - 46,33 s
- 1987:  NK indoor - 47,76 s
- 1987: 6e WK indoor - 47,11 s (46,89 s in ½ fin.)
- 1988:  NK - 46,45 s
- 1989: 4e in ½ fin. WK indoor - 46,94 s
- 1989:  NK indoor - 48,24 s
- 1990:  NK - 47,03 s

### 800 m
- 1984:  NK - 1.50,67